# Der Leichnam Christi im Grabe

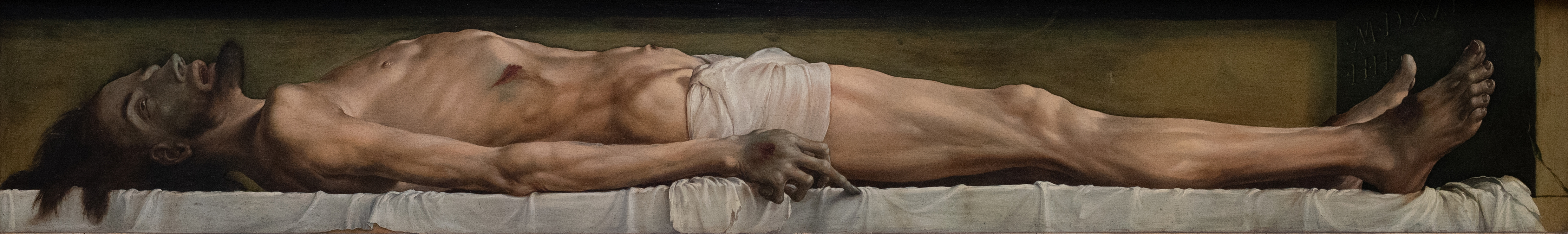
Der Leichnam Christi im Grabe und Detail. Öl und Tempera auf Lindenholz, 30,5 × 200 cm, Kunstmuseum Basel

Der Leichnam Christi im Grabe ist ein Gemälde des deutsch-schweizerischen Malers Hans Holbein der Jüngere. Das um 1521/22 auf einer Lindenholztafel ausgeführte Ölgemälde zeigt in nahezu lebensgroßem Format (30,5 cm × 200 cm) den realistisch dargestellten toten Christus in einer steinernen Grabnische. Ursprünglich vermutlich als Epitaph vorgesehen, gelangte das Gemälde wegen des Basler Bildersturms jedoch nie an den geplanten Aufstellungsort. Das Gemälde blieb im Privatbesitz der Familie des vermutlichen Auftraggebers Bonifacius Amerbach, deren Kunstsammlung später den Grundstock der Öffentlichen Kunstsammlung Basel bildete. Es ist heute im Kunstmuseum Basel ausgestellt.

## Bildbeschreibung
Das Bild zeigt im extremen Querformat den Blick in eine steinerne Wandnische knapp oberhalb der Augenhöhe des Betrachters. Darin ist der Leichnam Christi auf einem weißen Leinentuch liegend dargestellt. Die Architektur der Nische legt nahe, dass der Betrachter von links seitlich an das Gemälde herantreten sollte – nur auf der rechten Seite ist die Schmalseite der wie aus einem Fels herausgehauenen Nische erkennbar, in der sich auch Datierung und Signatur finden.
Der tote Körper ist dagegen auf eine nahe Ansicht von vorn und von der Bildmitte angelegt, bei der der Betrachter unmittelbar mitten vor der Bildtafel steht: So sieht der Betrachter die Füße Christi „von oben“, Nase, Mund, Kinn und Schultern dagegen „von unten“, während die rechte Hand, genau in der Bildmitte platziert, dem Betrachter das Wundmal unmittelbar vor Augen hält. Der hagere, nur mit einem Lendentuch bekleidete Leichnam ist mit geöffneten Augen und Mund, Wundmalen an Hand und Füßen und der Seitenwunde am rechten Rippenbogen überaus realistisch dargestellt. Die Hautfarbe ist blass, an Hand, Füßen und Gesicht grün-grau überhaucht. Das volle braune Haar, die rechte Hand und die Zehen des rechten Fußes ragen aus dem gedachten Bildraum der Wandnische frontal hervor.

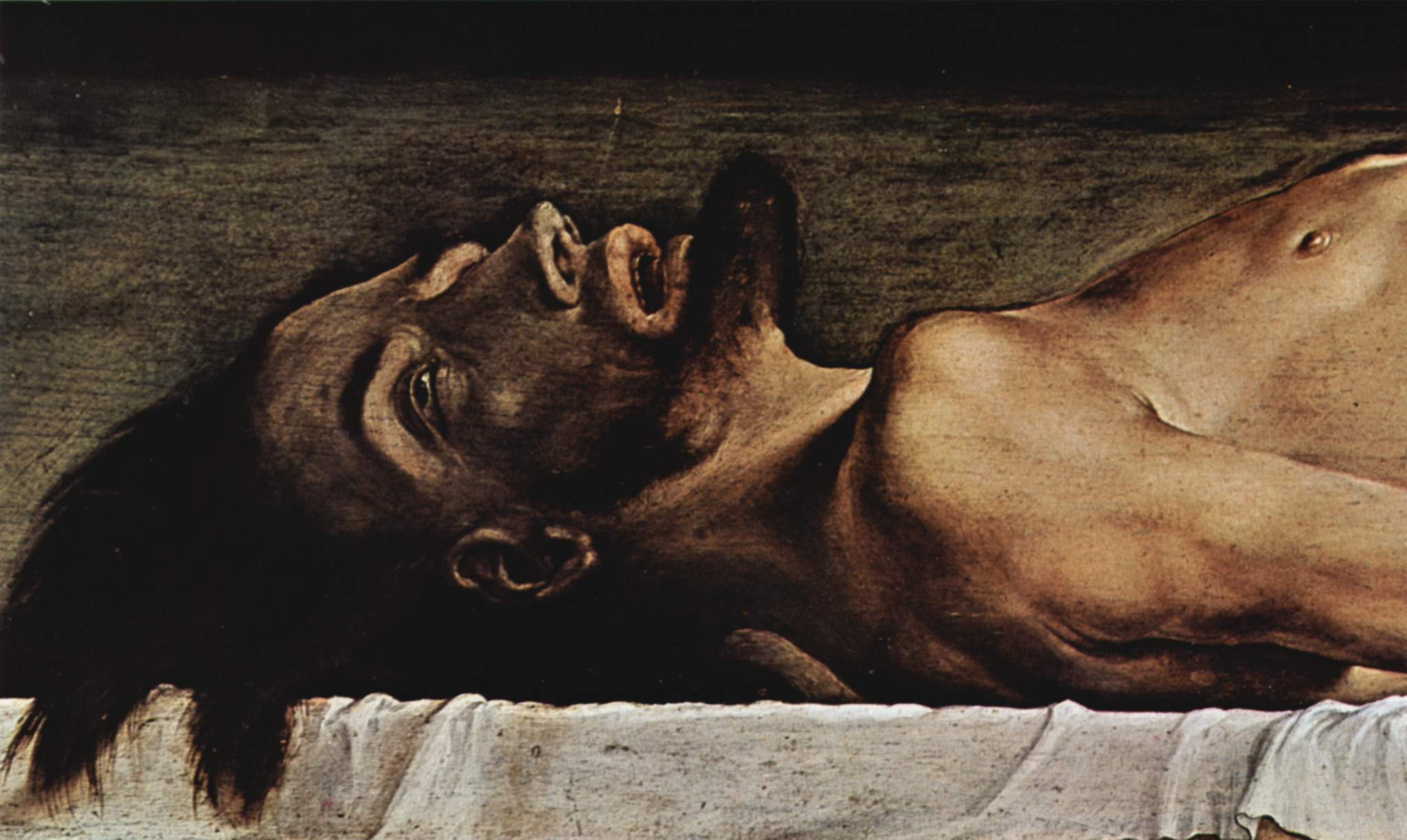
Detail: Haupt
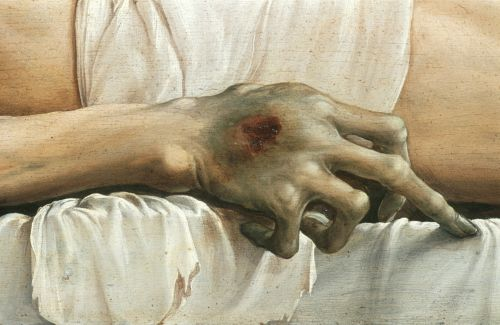
Detail: Hand
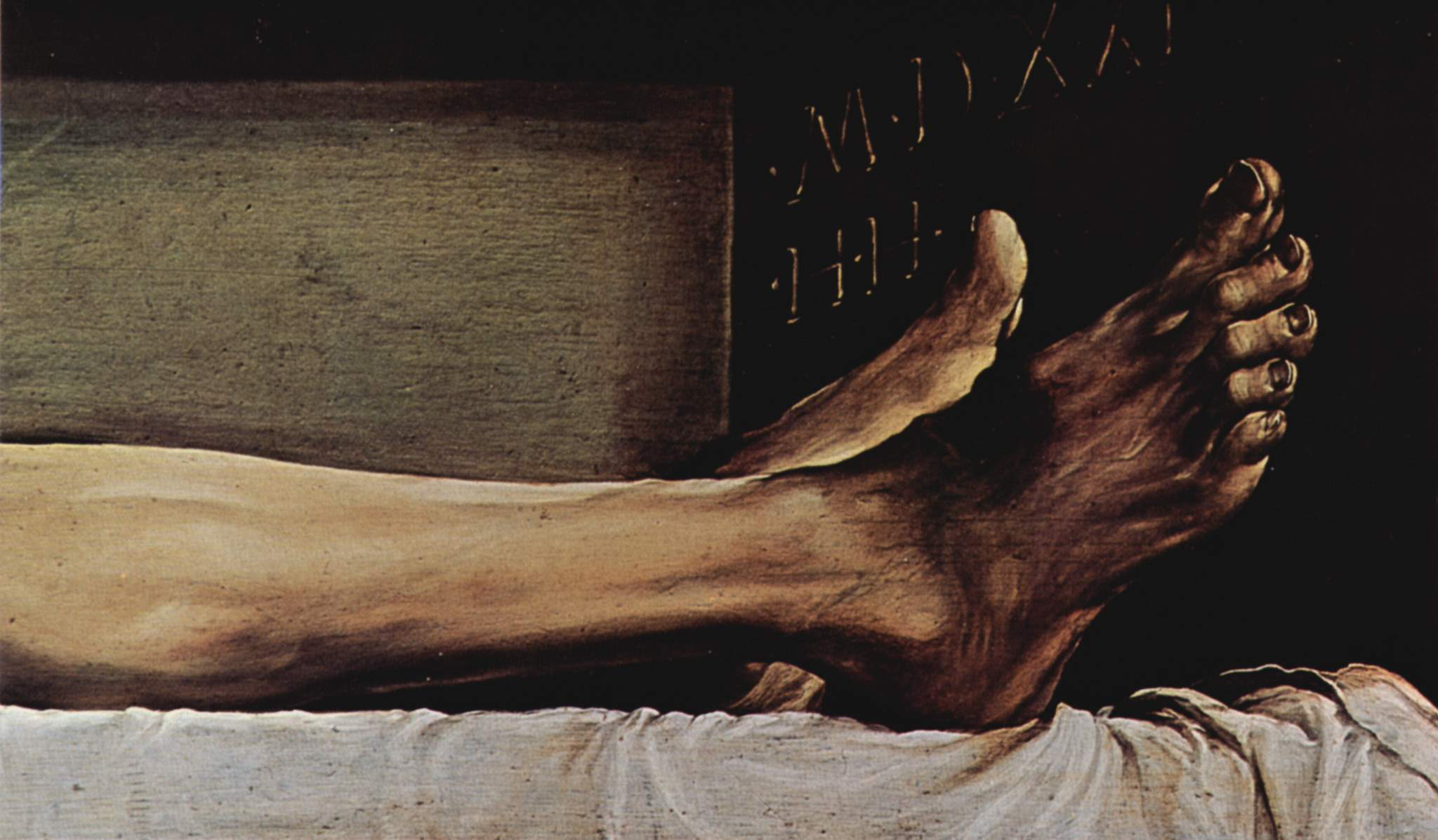
Detail: Füße

Die Falten des dünnen Leinentuchs, auf das der Körper gebettet ist, wirken, als wäre der Leichnam eben erst dort abgelegt worden, die Szene wirkt dadurch, auch durch die noch nicht geschlossenen Augen, wie im Übergang, noch nicht abgeschlossen. Die Szene ist in ein von oben herabfallendes, der Nischensituation im Grunde widersprechendes Licht getaucht. Die Meinungen gehen auseinander, ob die grün-graue Farbe von Kopf, Hand und Füßen als Zeichen der einsetzenden Verwesung (so Bätschmann und Griener) anzusehen sei oder ob es sich um die Folge eines etwas erratischen Schattenwurfs handelt – die biblische Beschreibung der Passionsgeschichte deutet eher auf Letzteres hin, da Jesus unmittelbar nach der Kreuzabnahme noch am selben Tag begraben wurde.

## Bedeutung

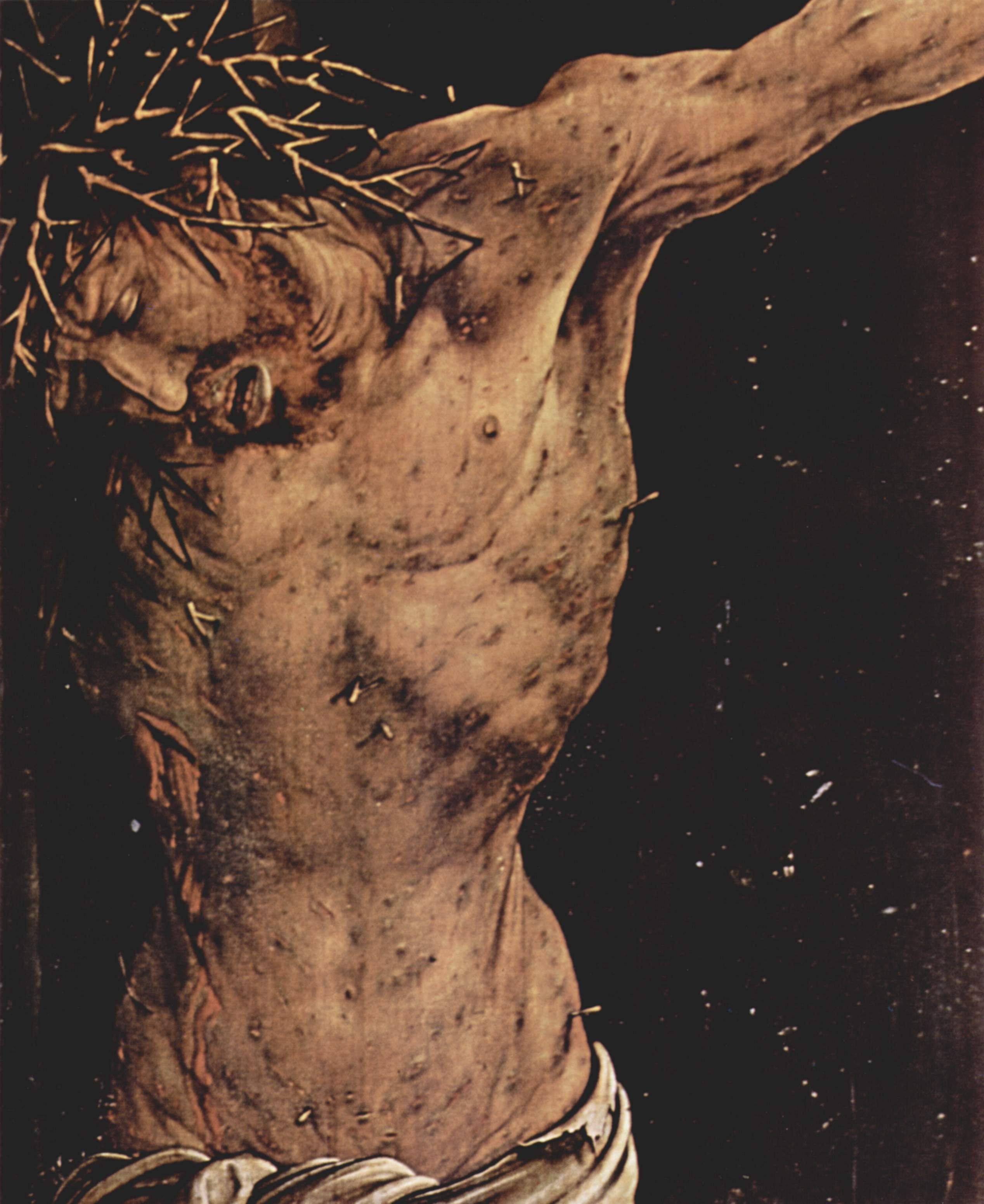
Matthias Grünewald, Isenheimer Altar, Detail

Offensichtlich verweist das Gemälde auf die Passion Christi und die damit verbundene Erlösungshoffnung der Menschen. Die realistische Darstellung betont die Menschwerdung Christi, während die übernatürliche Beleuchtung einen Hinweis auf die Auferstehung gibt. Die Unmittelbarkeit der dargestellten Szene, die den Betrachter geradezu auffordert, nahe heranzutreten und ihm mit der hinausragenden Hand über die Bildgrenze hinaus entgegentritt, berührt den Betrachter emotional und lässt ihn mitleiden und sein eigenes Ende bedenken. Anfang des 16. Jahrhunderts galten derartige, den Betrachter emotional aufwühlende Darstellungen aus kirchlicher Sicht als förderlich für die Frömmigkeit. Das Gemälde ist hierin vergleichbar mit der Darstellung des Todeskampfs des Gekreuzigten im Isenheimer Altar des Matthias Grünewald, der zwischen 1506 und 1515 entstand.
Neben der drastischen Darstellung der Passion Christi ist eine weitere Lesart des Werkes möglich. Bei längerer Betrachtung wirkt der Leichnam nicht wie der erschlaffte Körper eines Toten, sondern er steht vielmehr unter Spannung. Alle Muskeln und Sehnen des Körpers scheinen angespannt zu sein. Mund und Augen sind geöffnet, nicht weil sie bei der Grablegung nicht geschlossen wurden, sondern weil das Bild den Moment zeigt, in dem Christus nach seinem Opfertod den ersten, tiefen Atemzug seiner Auferstehung macht. Der ausgestreckte Mittelfinger zuckt und verschiebt das Leichentuch. Holbein schaffte damit eine neue, einzigartige Bilderzählung, indem er den Moment festhielt, in dem die Auferstehung beginnt. „Der Menschgewordene, tote Sohn Gottes wird seiner Göttlichkeit gewahr und wird im nächsten Moment seiner Bestimmung folgend auferstehen“.

## Entstehung des Bildes
Die im Bild sichtbare Datierung gibt als Entstehungsjahr 1521 an. Allerdings wurde die Jahreszahl später zu 1522 geändert und diese Änderung anschließend wieder rückgängig gemacht. Eine erhaltene anonyme Silberstiftzeichnung belegt, dass der Querschnitt der Nische ursprünglich nicht rechteckig, sondern als Viertelkreis ausgeführt war, so dass Holbein das Gemälde offensichtlich nachträglich überarbeitete und dabei neu datierte, später jedoch, vermutlich weil die ursprüngliche Bilderfindung oder der Auftrag aus diesem Jahr stammte, das ursprüngliche Entstehungsjahr wieder eingefügt hat.
Holbein hatte erst kurz zuvor im Jahr 1520 das Basler Bürgerrecht erhalten und mit der Fassadenmalerei des Hauses „zum Tanz“ dort Aufsehen erregt. Von dem vermutlichen Auftraggeber der Christusdarstellung, dem Basler Juristen Bonifacius Amerbach, hatte Holbein schon 1519 ein Porträt angefertigt, war in den Folgejahren jedoch vor allem als Zeichner und Illustrator mit Entwürfen für die Basler Buchdrucker und Verleger sowie die Glasmaler tätig. 1521 war er mit der umfassenden Ausmalung des Grossratsaals des Basler Rathauses beauftragt worden, kurz darauf 1522 folgte der Auftrag für die Solothurner Madonna.
Einer unbelegten Legende zufolge nutzte Holbein eine aus dem Rhein geborgene Leiche als Studienobjekt für das Gemälde.

## Geplanter Aufstellungsort

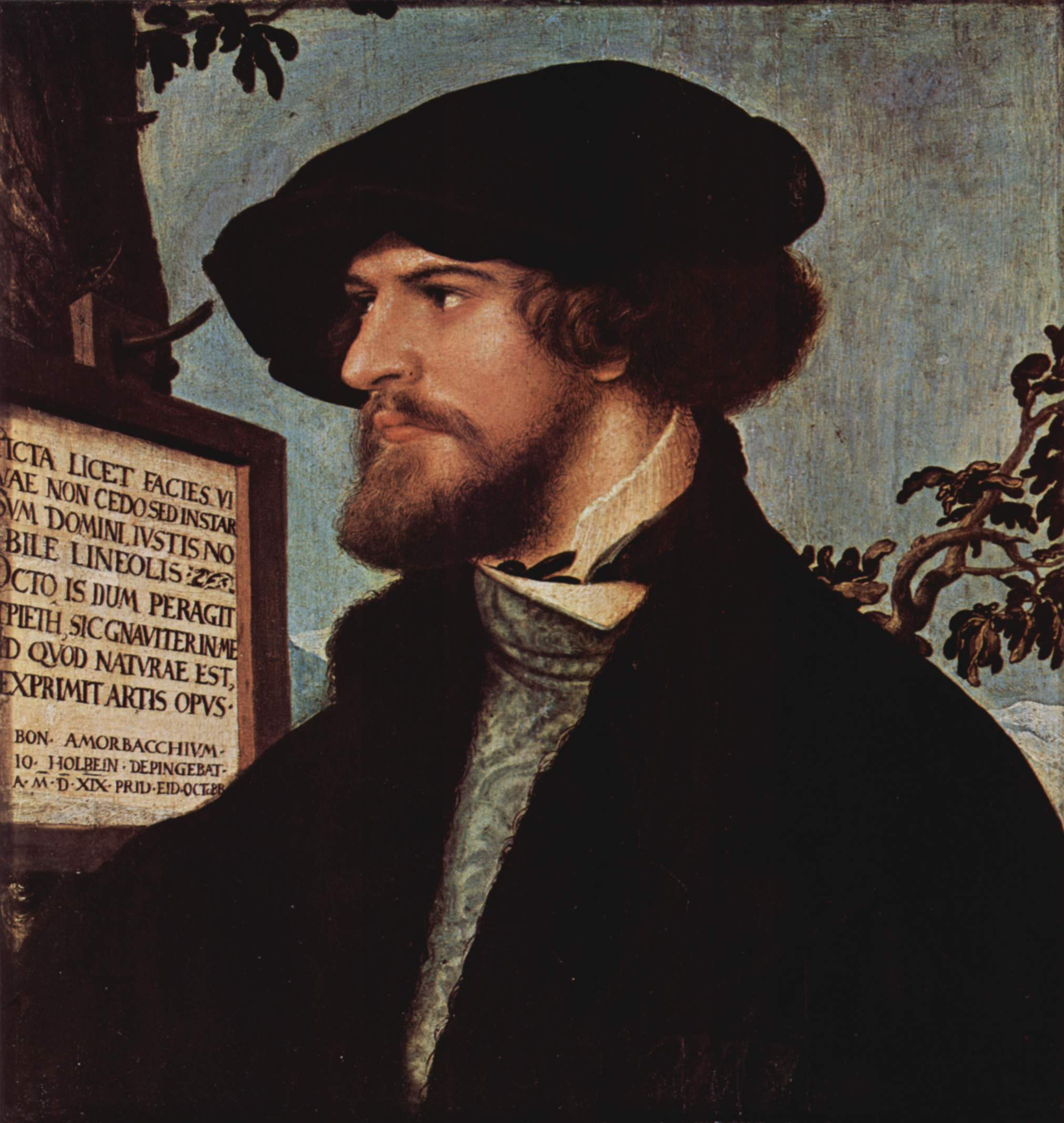
Hans Holbeins d. J. Porträt des Bonifacius Amerbach, der vermutlich den Leichnam Christi im Grabe in Auftrag gab

Es ist nicht bekannt, wo das Gemälde ursprünglich angebracht werden sollte. Das Format legt zwar nahe, dass es sich um eine Predella handelte, andererseits ist schwer vorstellbar, wie die weiteren Bestandteile eines Flügelaltares perspektivisch mit der Darstellung des Leichnams hätten in Einklang gebracht werden sollen. Denkbar ist, dass das Bild den Hintergrund oder vorderen Abschluss einer Heiliggrabnische in einer Kirche oder Kapelle bilden sollte oder auch als selbstständiges Altarbild vorgesehen war. Die neuere kunsthistorische Forschung geht davon aus, dass das Gemälde als Teil eines Epitaphs für eine Grabkapelle gedacht war.
Die Grabkapelle der Familie Amerbach im kleinen Kreuzgang der Basler Kartause bietet sich als naheliegender Aufstellungsort an. Bonifacius Amerbach begann 1519 mit der Planung für ein Epitaph für seine Familie an diesem Ort, nachdem sein Bruder Bruno Amerbach an der Pest gestorben war. Der schon 1513 verstorbene Vater Johannes Amerbach hatte für den Kreuzgang bereits einen Altar gestiftet und war zusammen mit seiner Ehefrau im Kreuzgang bestattet worden. Bonifacius Amerbach begann um 1519 einen Schriftwechsel mit Beatus Rhenanus, der ihn bei der Abfassung des Textes für die Schrifttafel beraten sollte. Amerbach scheint die vorgesehene Steinplatte schon zu diesem Zeitpunkt erworben zu haben, denn der Text scheint auch mit Rücksicht auf deren Größe und Format konzipiert.
Für diesen Zusammenhang spricht, dass die Maße des Gemäldes mit den Maßen der steinernen Schrifttafel (ohne Rahmen), die dort an die Familie Amerbach erinnert, exakt übereinstimmen. Bei der geplanten Aufstellung hätte sich der Betrachter von links kommend dem Gemälde genähert und es dann aus nächster Nähe betrachtet. Tatsächlich wurde das Gemälde dort jedoch niemals angebracht. Das Grabdenkmal für Johannes Amerbach, seine Frau Barbara und den Sohn Bruno Amerbach sowie vier weitere, mittlerweile ebenfalls verstorbene Familienmitglieder wurde erst 1544 mit der steinernen Schrifttafel im Kleinen Kreuzgang der Kartause angebracht, wo es sich auch heute noch befindet. Der zwischenzeitliche Bildersturm der Basler Reformation ließ es aber wohl als unklug erscheinen, die Darstellung des gekreuzigten Christus dort ebenfalls anzubringen. Das Gemälde blieb demnach in den Privaträumen der Familie Amerbach und es ist nicht bekannt, ob es dort lediglich verwahrt oder auch gezeigt wurde.

## Provenienz

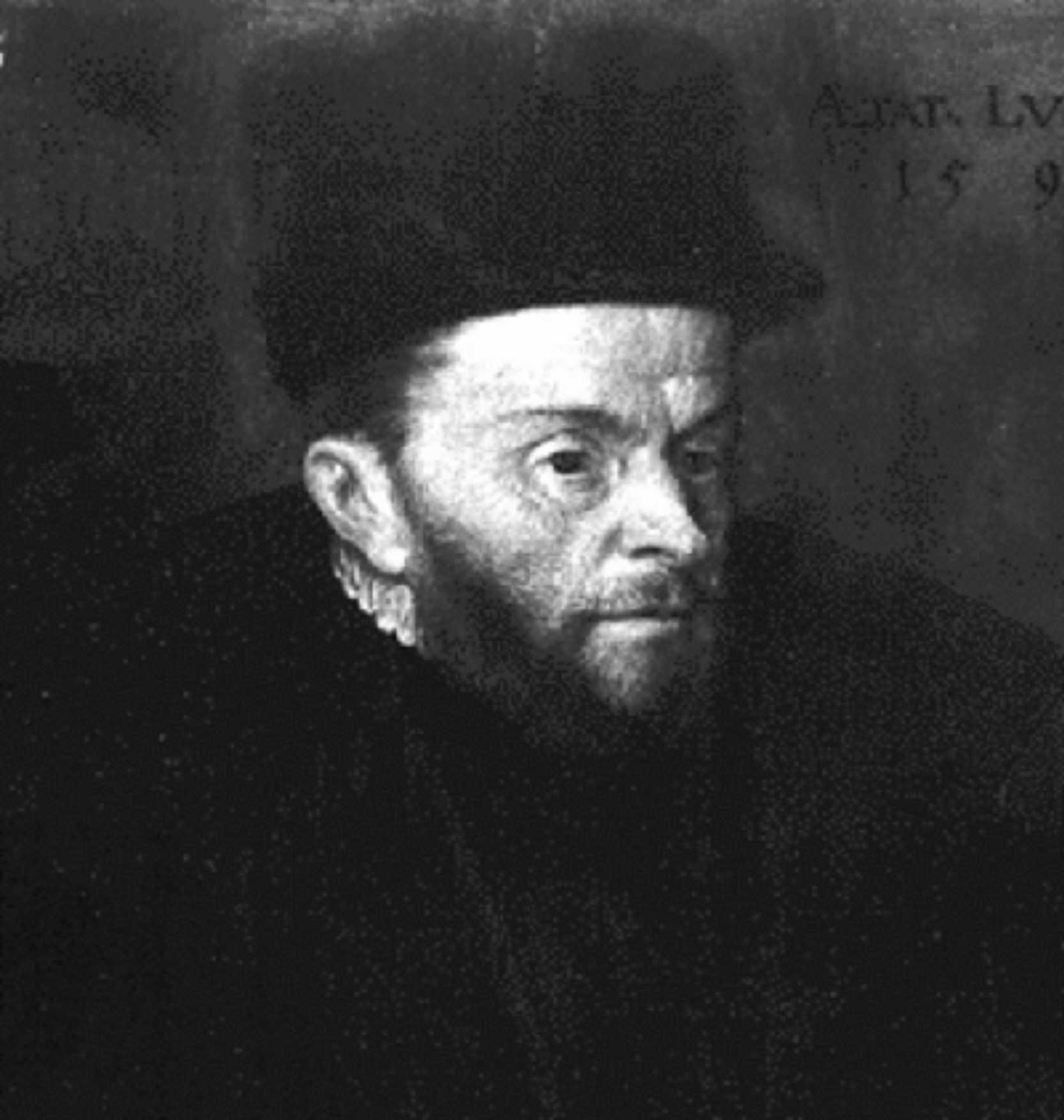
Basilius Amerbach

Das Gemälde blieb zunächst im Familienbesitz der Amerbachs und wurde Bestandteil des von Basilius Amerbach zusammengetragenen Amerbach-Kabinetts, einer privaten Kunst-, Münz- und Schriftensammlung. Der gute Erhaltungszustand spricht dagegen, dass das Bild an einem öffentlichen Ort aufgestellt und wegen des Bildersturms abgenommen wurde oder anderweitig häufigeren Transporten ausgesetzt war. 1587 wird das Gemälde jedenfalls im Inventar des Basilius Amerbach verzeichnet als Ein todten bild Holbeins vf holtz mit Ölfarben, mit der zusätzlichen Randnotiz: cum titulo Iesus Nazarenus rex J(udaeorum). Die Stadt und Universität Basel erwarben 1661 das Amerbach-Kabinett von der Familie, das den Grundstock für die Universitätsbibliothek und mehrere Basler Museen bildete. Das Gemälde ist heute Teil der Öffentlichen Kunstsammlung und wird im Kunstmuseum Basel ausgestellt.

## Rezeption
Das Gemälde wirkte auf viele Betrachter mit einer Mischung aus Faszination und Schock und wurde bis ins 19. Jahrhundert hinein immer wieder nachgeahmt. 1867 soll der Anblick den russischen Dichter Dostojewski im Basler Kunstmuseum an den Rand eines epileptischen Anfalls gebracht haben. Später verarbeitete Dostojewski die Episode in seinem Roman Der Idiot, wo er einen der Protagonisten beim Anblick einer Kopie des Gemäldes sagen lässt, Der Leichnam Christi im Grabe habe die Kraft, den Glauben auszulöschen.
Die theologische Aussage des Gemäldes ist für die katholische Kirche bis heute aktuell. So schreibt Papst Franziskus in seiner 2013 veröffentlichten Enzyklika Lumen fidei über das Gemälde: „Das Gemälde stellt nämlich auf sehr drastische Weise die zerstörende Wirkung des Todes auf den Leichnam Christi dar. Und doch wird gerade in der Betrachtung des Todes Jesu der Glaube gestärkt und empfängt ein strahlendes Licht, wenn er sich als ein Glaube an Jesu unerschütterliche Liebe zu uns erweist, die fähig ist, in den Tod zu gehen, um uns zu retten. An diese Liebe, die sich dem Tod nicht entzogen hat, um zu zeigen, wie sehr sie mich liebt, kann man glauben; ihre Totalität ist über jeden Verdacht erhaben und erlaubt uns, uns Christus voll anzuvertrauen“.